# Michael Tucci
Michael Tucci (ur. 15 kwietnia 1946 w Nowym Jorku) – amerykański aktor teatralny, telewizyjny i filmowy. 

## Filmografia

### Filmy
- 1975: Ostatnia ofiara (Forced Entry) jako Richie
- 1978: Grease jako Sonny LaTierri
- 1979: Sunnyside jako Harry Cimoli
- 1981: Lunch Wagon jako Arnie
- 1998: Pociąg skazańców (Evasive Action) jako sędzia
- 2001: Blow jako dr Bay
- 2013: Gorący towar jako Pan Mullins

### Seriale TV
- 1979: Statek miłości (The Love Boat) jako Sam
- 1979-1986: Trapper John, M.D. jako dr Charlie Nichols
- 1980: Enola Gay: The Men, the Mission, the Atomic Bomb jako kapitan Claude Eatherly
- 1983–1986: The Paper Chase jako Gerald Golden
- 1979: Cagney i Lacey jako Polonais
- 1986-1990: It's Garry Shandling's Show jako Pete Schumacher
- 1991: MacGyver jako Philip
- 1993–1997: Diagnoza morderstwo jako Norman Briggs
- 1999: JAG jako ks. Genaro
- 2015: The Comedians jako agent Billy’ego